# ديفيد كالدويل (لاعب كرة قدم أمريكية أمريكي)
ديفيد كالدويل (بالإنجليزية: David Caldwell)‏ هو لاعب كرة قدم أمريكية أمريكي، ولد في 19 مايو 1987 في مونتكلير ‏ في الولايات المتحدة.

## وصلات خارجية
- ديفيد كالدويل (لاعب كرة قدم أمريكية أمريكي) على موقع مرجع كرة القدم المحترفة.كوم (الإنجليزية)